# Great Apes Survival Partnership
La Great Apes Survival Partnership (en català Societat per la Supervivència dels Grans Simis) (GRASP), va fundar-se l'any 2001 amb l'objectiu de conservar els homínids no humans (goril·les, ximpanzés, bonobos i orangutans) i els seus hàbitats - principalment ecosistemes forestals tropicals amb gran importància per a la humanitat, a través d'iniciatives i estratègies de desenvolupament i sostenibilitat a les zones pobres.
GRASP és una col·laboració de tipus II entre la UNEP i la Cimera Mundial per al Desenvolupament Sostenible de la UNESCO, concentrant les principals institucions que treballen per la conservació dels grans simis - Agències de les Nacions Unides, acords multilaterals relacionats amb la biodiversitat, governs donants o situats a les zones de distribució dels grans simis, organitzacions no governamentals, científics, comunitats locals i el sector privat.
Els grans simis no humans es troben a 21 països a l'Àfrica (Angola, Burundi, Camerun, República Centreafricana, República Democràtica del Congo, Guinea Equatorial, Gabon, Ghana, República de Guinea, Guinea Bissau, Costa d'Ivori, Libèria, Mali, Nigèria, Ruanda, Senegal, Sierra Leone, Sudan, Tanzània i Uganda) i dos països del sud-est asiàtic (Malàisia i Indonèsia).

Les poblacions de grans simis no humans estàn disminuint arreu del món. La continuada destrucció dels seus hàbitats, juntament amb el creixement del comerç de bushmeat (carn de bosc) i l'augment de l'activitat fustera a Indonèsia, han portat als científics a suggerir que la major part de les poblacions de grans simis podrien extingir-se en una generació. Encara que algunes poblacions aïllades aconseguisquin sobreviure, la viablitat a llarg terme seria baixa a causa del limitat nombre d'animals i la fragmentació del seu hàbitat.
Els grans simis comparteixen el seu hàbitat amb milions de persones, la majoria de les quals viuen en una situació de pobressa. La necessitat d'unir el benestar de les poblacions humanes amb les animals és el principal objectiu de la Societat GRASP.
El compromís internacional per als grans simis es va reafirmar en una reunió intergovernamental sobre grans simis i la primera reunió del consell de GRASP, celebrada a la República Democràtica del Congo al setembre de 2005, on la Declaració Kinshasa dels Grans Simis es va adoptar per més de setanta signatures.